# Weryny
Weryny (ukr. Верини) – wieś na Ukrainie, w obwodzie lwowskim, w rejonie szeptyckim, w hromadzie Mosty Wielkie. W 2021 roku liczyła 75 mieszkańców.
Do 2024 w rejonie czerwonogradzkim.